# Luftflotte 3
Pour les articles homonymes, voir 3e flotte.
La Luftflotte 3  (3e flotte aérienne) a été l'une des principales divisions de la Luftwaffe (Wehrmacht) allemande durant la Seconde Guerre mondiale.

## Création et différentes dénominations
Elle a été formée le 1er février 1939 à partir de la  Luftwaffengruppenkommando 3 à Berlin et renommée Luftwaffenkommando West le 26 septembre 1944.
| Début             | Fin               | Nom                         |
| ----------------- | ----------------- | --------------------------- |
| 12 octobre 1937   | 4 février 1938    | Luftkreis-Kommando V        |
| 4 février 1938    | 1er février 1939  | Luftwaffengruppenkommando 3 |
| 1er février 1939  | 26 septembre 1944 | Luftflotte 3                |
| 26 septembre 1944 | 8 mai 1945        | Luftwaffenkommando West     |

## Zones d'engagements
- 1939 : Front de l'Ouest 1939
- 1940 : France, bataille d'Angleterre, invasion de l'Europe
- 1941 : France, Hollande et Belgique
- 1942 : Nord de la France
- 1943 : Nord de la France
- 1944 : France

## Commandement

Drapeau du chef de la Luftflotte

| Début             | Fin               | Grade                | Nom             |
| ----------------- | ----------------- | -------------------- | --------------- |
| 1er février 1939  | 23 août 1944      | Generalfeldmarschall | Hugo Sperrle    |
| 23 août 1944      | 22 septembre 1944 | Generaloberst        | Otto Deßloch    |
| 22 septembre 1944 | 26 septembre 1944 | Generalleutnant      | Alexander Holle |

## Chef d'état-major
| Début            | Fin               | Grade           | Nom                             |
| ---------------- | ----------------- | --------------- | ------------------------------- |
| 1er février 1939 | 10 juin 1940      | Generalmajor    | Maximilian Ritter von Pohl (en) |
| 11 juin 1940     | 31 décembre 1940  | Oberst          | Günther Korten                  |
| 1er janvier 1941 | 23 août 1943      | Generalmajor    | Karl Koller                     |
| 1er octobre 1943 | 26 septembre 1944 | Generalleutnant | Hermann Plocher                 |

## Quartier général
Le quartier général se déplaçait suivant l'avancement du front.
| Début            | Fin               | Ville                   |
| ---------------- | ----------------- | ----------------------- |
| 1er février 1939 | Août 1939         | Munich                  |
| Août 1939        | Septembre 1939    | Roth, près de Nuremberg |
| Septembre 1939   | Juin 1940         | Bad Orb                 |
| Juin 1940        | Août 1944         | Paris                   |
| Août 1944        | 2 septembre 1944  | Arlon                   |
| 2 septembre 1944 | 26 septembre 1944 | Mannheim-Sandhofen      |

## Unités subordonnées
- Verbindungsstaffel/Luftflotte 3
- I. Fliegerkorps : Octobre 1939 - 15 mai 1940 / Fin août 1940 - Mai 1941
- II. Fliegerkorps : 22 septembre 1939 - Juillet 1940 / Décembre 1943 - Août 1944
- IV. Fliegerkorps : Juillet 1940 - Mai 1941
- V. Fliegerkorps : Octobre 1939 - Mai 1941
- VIII. Fliegerkorps : 13 mai 1940 - Fin août 1940
- IX. Fliegerkorps : Mai 1941 - Septembre 1944
- X. Fliegerkorps : 1er avril 1944 - 5 septembre 1944
- II. Jagdkorps : Septembre 1943 - Septembre 1944
- 2. Flieger-Division : Janvier 1944 - Juillet 1944
- 5. Flieger-Division : Février 1939 - Octobre 1939
- 6. Flieger-Division : Février 1939 - Octobre 1939
- Fliegerführer Atlantik : Mars 1941 - 1er avril 1944
- Höherer Jagdfliegerführer West : 1942 - Septembre 1943
- Jagdfliegerführer 2 : Mai 1941 - 1942
- Jagdfliegerführer 3 : Janvier 1940 - 1942
- Jagdfliegerführer Süddeutschland : Février 1943 - Mi-1943?
- Jagdfliegerführer Südfrankreich : Fin 1942 - Septembre 1943
- Luftgau-Kommando VII : Octobre 1937 - 21 mars 1941
- Luftgau-Kommando XII : Octobre 1937 - 21 mars 1941 (Flak seulement, le reste le 1er janvier 1943)
- Luftgau-Kommando XIII : Octobre 1937 - 30 janvier 1941
- Luftgau-Kommando Belgien-Nordfrankreich : Mai 1941 - Septembre 1944
- Luftgau-Kommando Holland : Mai 1941 - Janvier 1944
- Luftgau-Kommando Westfrankreich : Juin 1940 - Septembre 1944
- Luftgaustab z.b.V. 3 : Avril 1940 - Juin 1940
- Luftgaustab z.b.V. 16 : Avril 1940 - Juin 1940
- I. Flakkorps (de) : Octobre 1939 - Septembre 1940
- II. Flakkorps : Décembre 1940 - Mars 1941?
- III. Flakkorps (de) : Février 1944 - Septembre 1944
- Luftnachrichten-Regiment 3
- Luftnachrichten-Regiment 13
- Luftnachrichten-Regiment 23

## Abréviations
- FAGr = Fernaufklärungsgruppe = Reconnaissance aérienne.
  - Gruppe = équivalent dans la RAF  à Group.
- JG = Jagdgeschwader = Chasseur.
  - Geschwader = équivalent dans la Royal Air Force à Wing.
- KG = Kampfgeschwader = Bombardier.
- KG zbV = Kampfgeschwader zur besonderen Verwendung = Transport aérien, plus tard TG.
- NAGr = Nahaufklärungsgruppe = Liaison aérienne.
- NASt = Nahaufklärungsstaffel = Reconnaissance aérienne.
  - Staffel = équivalent dans la RAF à Squadron.
- NSGr = Nachtschlachtgruppe = Chasseur-bombardier de nuit.
- SAGr = Seeaufklärungsgruppe = Patrouille maritime
- SG = Schlachtgeschwader = Attaque au sol.
- TG = Transportgeschwader = Transport aérienne.
- ZG = Zerstörergeschwader = Chasseurs lourds.

## Unités sous commandement sur le Front de l'Ouest en France (Juin 1944)

### Reconnaissance stratégique
- Stab/FAGr 123 (Toussus-le-Noble - Buc)
- 4.(F)/123 (Saint-André-de-l'Eure)
- 5.(F)/123 (Monchy–Bretagne)
- 1.(F)/121 (Toussus-le-Noble - Buc)

### II. Fliegerkorpsà Chartres

#### Fliegerführer West

##### Reconnaissance tactique
- Stab/NAGr 13 (Chartres)
- 1./NAGr 13 (Chartres)
- 3./NAGr 13 (Laval)

##### Attaque au sol
- III./SG 4 (Clermont-Ferrand)
- III./SG 4(Detach) (Avord)

### IX. Fliegerkorpsà Beauvais-Lille

#### Reconnaissance stratégique
- 3.(F)/122 (Soesterberg)
- 6.(F)/123 (Cormeilles)

#### Bombardiers moyens
- Stab/KG 2 (Gilze Rijen)
- I./KG 2 (Gilze Rijen)
- II./KG 2 (Gilze Rijen)
- III./KG 2 (Hesepe)
- Stab/KG 6 (Melun–Villaroche)
- I./KG 6 (Melun–Villaroche)
- II./KG 6 (Melun–Villaroche)
- III./KG 6 (Melun–Villaroche)
- 16./KG 6(JABO/Rapid) (Soesterberg)
- Stab./KG 30 (Zwischenhan)
- I./KG 30 (Leck)
- 4./KG 51(JABO/Rapid) (Soesterberg)
- 5./KG 51(JABO/Rapid) (Gilze Rijen)
- 6./KG 51(JABO/Rapid) (Soesterberg)
- Stab/KG 54 (Eindhoven)
- I./KG 54 (Eindhoven)
- III./KG 54 (Eindhoven)
- III./KG 66 (Montdidier)
- (Eins)St. IV./KG 101 (Saint-Dizier)
- Stab/(KG)LG 1 (Melsbroek)
- I./(KG)LG 1 (Le Culot)
- II./(KG)LG 1(Melsbroek)

#### JABO (Jagdbomber)
- I.(Jb)/SKG 10 (Tours)

### X. Fliegerkorpsà Angers

#### Opérations spéciales ou longues distances
- 1./KG 200 (Mont-de-Marsan)
- 1./KG 200(Detach) (Bordeaux–Mérignac)
- II/KG 200 (Biscarrosse)

#### Stratégique/Reconnaissance Maritime (Très longue distance)
- Stab/FAGr 5 (Mont-de-Marsan)
- 1.(F)/5 (Mont-de-Marsan)
- 2.(F)/5 (Mont-de-Marsan)
- 4.(F)/5 (Nantes)
- 3.(F)/123 (Corme-Écluse)
- 1.(F)/SAGr 129 (Biscarrosse)

#### Bombardiers lourds - Support maritimes
- Stab/KG 40 (Bordeaux–Mérignac)
- 1./KG 40 (Toulouse–Blagnac)
- 2./KG 40 (Bordeaux–Mérignac)
- II./KG 40 (Bordeaux–Mérignac)
- 7./KG 40 (Saint-Jean-d'Angély)
- 8./KG 40 (Cognac)
- 9./KG 40 (Cognac)

#### 2. Flieger-Divisionà Montfrin

##### Stratégique/Tactique/Reconnaissance Maritime (courte et moyenne distance)
- 1.(F)/33 (Saint-Martin)
- 2./NAGr 13 (Cuers)
- 2./SAGr 128 (Berre)

#### Bombardiers moyens
- Stab/KG 26 (Montpellier)
- II./KG 26 (LT) (Valence)
- III./KG 26 (LT) (Montpellier)
- III./KG 26 (LT)(Detach) (Valence)
- Stab/KG 77 (Salon-de-Provence)
- I./KG 77 (LT) (Orange–Caritat)
- III./KG 77 (LT) (Orange–Caritat)
- 6./KG 77 (Istres)
- 4./KG 76 (Istres)
- 6./KG 76 (Istres)
- Stab/KG 100 (Toulouse–Francazal)
- III./KG 100 (Toulouse–Francazal)

### II. Jagdkorpsà Gouvieux

#### 4. Jagd-Division(4edivisionde chasse aérienne) à Metz
Rattachée au II. Jagdkorps, la 4. Jagd-Division, commandée par le colonel Carl Vieck (oct. 1943 – sept.1944 ) fut formée le 15 septembre 1943 à Metz (Frescaty) à partir de la 3. Jagd-Division, avant d'être dissoute le 8 septembre 1944 au début de la bataille de Metz.

#### Jagdabschnittführer 4 à Saint-Pol-Brias

##### Chasses
- Stab/JG 1 (Saint-Quentin–Clastres)
- I./JG 3 (Saint-Quentin–Clastres)
- I./JG 5 (Saint-Quentin–Clastres)
- II./JG 11 (Mons-en-Chaussée)
- I./JG 301 (Épinoy)
- Stab/JG 27 (Champfleury)
- I./JG 27 (Vertus)
- III./JG 27 (Connantre)
- IV./JG 27 (Champfleury)

##### Chasses de nuit
- Stab/NJG 4 (Chenay)
- I./NJG 4 (Florennes)
- III./NJG 4 (Juvincourt)
- Stab/NJG 5 (Haguenau)
- I./NJG 5 (Saint-Dizier)
- III./NJG 5 (Athies-sous-Laon)

#### Jagdabschnittführer 5 à Bernay

##### Chasses
- Stab/JG 2 (Creil)
- I./JG 2 (Creil)
- II./JG 2 (Creil)
- III./JG 2 (Creil)
- Stab/JG 3 (Évreux)
- II./JG 3 (Guyancourt)
- III./JG 3 (Marcilly)
- Stab/JG 11 (Le Mans)
- I./JG 11 (Le Mans)
- I0./JG 11 (Le Mans)
- I./JG 1 (Alençon)
- II./JG 1 (Alençon)
- Stab/JG 26 (Guyancourt)
- I./JG 26 (Guyancourt)
- II./JG 26 (Guyancourt)

##### Chasses de nuit
- Stab/NJG 2 (Coulommiers)
- I./NJG 2 (Châteaudun)
- II./NJG 2 (Coulommiers)
- II./NJG 4 (Coulommiers)

#### Jagdabschnittführer Bretagne à Brest

##### Chasses
- II./JG 53 (Vannes)

#### Jagdabschnittführer Südfrankreich à Aix

##### Chasses
- 1./JGr 200 (Orange-Caritat)
- 2./JGr 200 (Avignon-Pujaut)
- 3./JGr 200 (Orange-Caritat)

### Jagdlehrer-Gr Bordeaux
- JG (Eins. Teile/Lehr) (Marignane)

#### Zerstörer (Chasseurs lourds)
- Stab/ZG 1 (Bordeaux–Merignac)
- 1./ZG 1 (Corme-Écluse)
- 3./ZG 1 (Corme-Écluse)
- 2./ZG 1 (Châteauroux)
- III./ZG 1 (Cazaux)

### Unité de frappe spéciale de la Luftwaffe
C'est une section de la Luftwaffe chargée de la gestion de l'équipement de pointe
- Fieseler Fi 103 (V-1)
- Messerschmitt Me 262 A
- Arado Ar 234 B;

Ils ont également utilisé l'avion d'attaque spécial Junkers "Mistel 1".
Ils ont été vus sur des bases en France et en régions néerlandaises.

#### Jet Bombardiers/Jet Chasseurs-bombardiers
- (R)"Blitz" KG 76 (Istres)
- II.St.(JABO)/KG 51 (Soesterberg)

#### Section spécialMistel
- 2. (Mistel I) /KG 101 (Saint-Dizier)
- II. (Mistel I) -(Detach)/KG 200 (Saint-Dizier)

#### Bombardiers avec lanceurs V-1
- Stab/KG 3 (Venlo)
- II./KG 3 (aussi connu comme I./KG 5) (Venlo)
- I./KG 53 "Legion Condor" (Gilze Rijen)
- III./KG 53 "Legion Condor" (Gilze Rijen)

#### Unités de rampes fixes/ mobiles Luftwaffe V-1
Ces unités opéraient près de Calais en (France), et en Belgique et Hollande.
- Untergruppenbezeichnung FZG (Flakzielgerät) 76 (aussi connu comme 5. Flak-Division (W), plus tard comme Armeekorps zur Vergeltung)
- I./155 Artillerie Abt (W)
- II./155 Artillerie-Abt (W)
- III./155 Artillerie-Abt (W)

#### Unités de transport spécial Luftwaffe (1944-45)
Ces unités sont basées à Mühldorf en Bavière, et composé d'hélicoptères :
- Focke-Achgelis Fa 223 Drachen
- Flettner Fl 265
- Flettner Fl 282 Kolibri

pour les opérations dans les zones Ouest et front de l'Est, avec des terrains d'aviation en France (Ouest) et la Prusse Orientale (Est), pour la réalisation des liaisons spéciales, transport personnel, sauvetage des blessés, et, de patrouille aérienne et d'autres missions similaires dans les derniers jours de la guerre.
- Transportstaffeln 40 (Zone Ouest)

#### Division zur Vergeltung (Div.z.V.)
Cette unité spéciale a été menée par la Wehrmacht et des commandants SS, en collaboration avec le personnel de la Luftwaffe et ses installations. Ils opéraient en France, en Belgique et en Hollande.

#### "Div.z.V." Nordgruppe
- 444° Artillerie-Abt
- 485° Artillerie- Abt (aussi connu comme Artillerie Regiment z. V. 902)
- 2°./485° Artillerie-Abt

#### "Div.z.V." Südgruppe
- 500° Waffen SS Artillerie-Abt (aussi connu comme 500° SS Werfer Abt.)
- 836° Artillerie-Abt (aussi connu comme Artillerie Regiment zur Vergeltung 901)

#### Unités de rampe mobile WehrmachtV-4"Rheinbote"
- I./709 Artillerie Abt

#### Groupe d'artillerie WehrmachtV-3
- 705° Artillerie Abt.